# دمستق
الدمستق (باليونانية: δομέστικος τῶν σχολῶν)‏ (نقحرة: دومستيكوس تون سكولون) هو لقب عسكري بيزنطي وأعلى رتبة عسكرية في الجيش البيزنطي والمنصب الأقوى بعد الإمبراطور. وكان أشهر من حمل لقب الدمستق هو نقفور فوقاس الذي أصبح فيما بعد الإمبراطور نقفور الثاني وابن أخته يُوحنَّا زمسكيس الذي أصبح أيضاً إمبراطوراً بعد مساهمته في قتل الإمبراطور نقفور الثاني بالاشتراك مع ثيوفانو زوجة نقفور وأرملة الإمبراطور رومانوس الثاني.
أول من حمل لقب الدمستق كان القائد أنطونيوس عام 767م وآخرهم كان القائد عمانوئيل دوكاس لاسكاريس عام 1320م. أما العائلة التي أنجبت أكبر عدد من القادة الذين حملوا هذا اللقب فكانت عائلة فوقاس وهم بالإضافة إلى نقفور الثاني: نقفور فوقاس الأكبر، ليون فوقاس الأكبر، بارداس فوقاس الأكبر، ليون فوقاس الأصغر، بارداس فوقاس الأصغر.